# Andy Richter
Paul Andrew Richter (n. 28 octombrie 1966) este un actor, scriitor, comedian american și un reporter de talk-show târziu. El este cel mai bine cunoscut pentru rolul său de ofensator al lui Conan O'Brien în fiecare dintre programele gazdei: Late Night, The Tonight Show peNBC și Conan pe TBS. Este, de asemenea, cunoscut pentru munca sa ca voce a lui Mort în franciza Madagascar.

## Educație timpurie
Richter, cel de-al treilea din cei patru copii, s-a născut la Grand Rapids, Michigan, mama Glenda Swanson (născută Palmer), designer de cabinet de bucătărie și tatăl Laurence R. Richter, care a predat limba rusă la Universitatea Indiana de peste 32 de ani. Richter a fost crescut în Yorkville, Illinois. A absolvit liceul din Yorkville în 1984, unde a fost ales Prom King. Părinții lui au divorțat când avea vârsta de 4 ani, iar tatăl său a ieșit ulterior ca gay. 
Richter este de origine suedeză și germană.

## Carierei

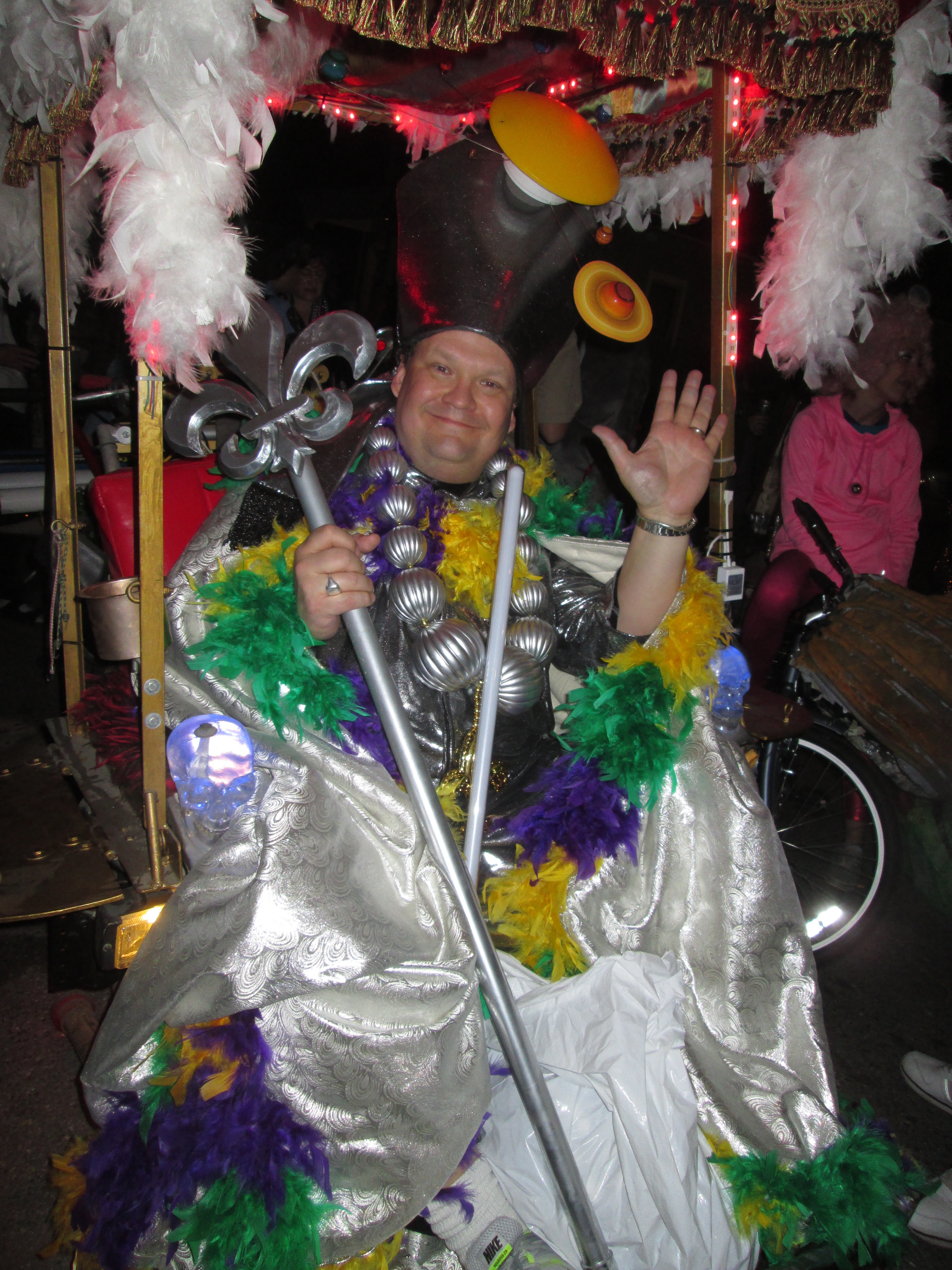
Comedian Andy Richter reigns as "Pope" of the "Intergalactic Krewe of Chewbacchus"

La sfârșitul anilor 1980, Richter a participat la Universitatea din Illinois la Urbana-Champaign și la Columbia College Chicago ca film major. În timp ce la Columbia, el a învățat elementele de bază ale actului de comedie și de scriere, jucând în numeroase filme și filme studențești. După ce a părăsit Columbia în 1988, Richter a lucrat ca asistent de producție în filmele de la Chicago. În 1989, a început să predea cursuri la Olympic Improv din Chicago. A trecut de la student la "House Performer" în decurs de un an.Richter a lucrat cu "The Comedy Underground" și Teatrul Discuție.
Richter a scris pentru emisiunea de scurt metraj Jonathan Brandmeier.
Andy Richter, la mijlocul anului 1997, la Centrul Stephen C. O'Connell, din Gainesville, Florida
La începutul anilor '90, Teatrul Annoyance a lovit aurul când producătorul Jill Soloway aorganizat The Real Live Brady Bunch cu spectacole vii, cuvinte-pentru-cuvânt ale sitcomului din anii '70. Spectacolul a fost atât de popular încât a atras atenția națională și sa mutat în New York City. Richter nu a fost un membru original al emisiunii, dar actorul care a jucat "Mike Brady" în Chicago, a ales să nu meargă la New York. Richter la întrebat pe Soloway dacă ar putea juca "Mike" în New York și, din moment ce Soloway nu ar fi aruncat un înlocuitor, a fost de acord. [ citare necesară ]

### Noaptea târziu cu Conan O'Brien
In acelasi timp, Real Live Brady Bunch a jucat la New York, doi membri ai echipei Annoyance ( Beth Cahill si Melanie Hutsell , care au jucat Marcia si Jan Brady in show-ul "Live Live Brady Bunch") au fost angajati ca membri de presa sambata Noapte vie. Cu prietenii pe SNL, Richter a reușit să intre în petrecerile de după spectacol, unde s-a întâlnit cu scriitorul SNL Robert Smigel. Doi ani mai târziu, Smigel l-a angajat pe Richter pentru un nou spectacol pe care l-a produs, Late Night cu Conan O'Brien. Inițial angajat ca scriitor, Richter a fost modernizat la adversarul lui Conan O'Brien cu doar câteva săptămâni înainte ca spectacolul să înceapă să difuzeze în 1993, după ce a devenit clar că cei doi aveau un raport puternic, ceva ce Smigel a observat după ce la trimis pe Richter să se alăture lui O'Brien etapă în timpul unui exercițiu de practică când personalul de producție testa unghiuri și sunet de iluminare. 
După șapte ani de spectacol, Richter a plecat de la Late Night după spectacolul din 26 mai 2000. El a spus mai târziu despre decizia: "După șapte ani de prezentare, am fost mâncat. Am o filosofie că, dacă vă bucurați de noroc, mai degrabă decât să stați acolo și să spuneți: "Oh, este bine, această sumă este suficient de bună pentru mine, ar trebui să încerci să o împingi, ar trebui să vezi cât de mult îți poți întinde averea și am fost curios.

## După

### Late Noapte
Richter și-a părăsit postul la Late Noaptea în 2000 pentru a-și desfășura o carieră în filme și televiziune.Primul său mare atac, Andy Richter al lui Fox Controlează Universul, a fost anulat după două runde de mijloc. Următorul său sitcom Fox, Quintuplets , a durat un sezon. Seria sa de televiziune din 2007, Andy Barker PI , a fost co-scrisă și executivă produsă de Conan O'Brien. În serie, Richter a jucat un contabil care nu a putut atrage clienți.  După ce o femeie vine la birou, gândindu-se că el este fostul chiriaș, anchetator privat, îi cere să-și găsească soțul, pe care crede că la falsificat moartea. Barker decide să-și exercite acest loc de muncă și devine un detectiv particular în serios și continuă să își facă datoria de contabilitate, care pare să se ridice pe măsură ce seria continuă. Seria a jucat pe NBC, cu toate cele șase episoade din primul sezon pe NBC.com. Seria a fost anulată după evaluări foarte slabe, deși a fost numită de Entertainment Weekly ca una dintre primele zece emisiuni din 2007. 

### Ediția de azi
La 24 februarie 2009, a fost anunțat că Richter se va alătura din nou lui Conan O'Brien în calitate de reporter pentru The Tonight Show cu Conan O'Brien din Los Angeles. Richter a apărut frecvent în schițele de comedie de pe spectacol și adesea a comentat și a interacționat cu Conan în timpul monologului de deschidere; el a fost, de asemenea, parte din personalul scris al spectacolului. La mijlocul lunii decembrie 2009, Richter a început de asemenea să se alăture lui Conan pe canapea în timpul interviurilor cu celebrități, la fel cum a făcut și în fostul său rol pe care l-au avut în Late Night. Richter a spus că sa bucurat de un salariu constant și că nu a trebuit să se ocupe de companiile de producție în timp ce dezvolta emisiuni de televiziune. Richter a spus: "Acum sunt atât de fericit să mă întorc și să fac TV în fiecare seară, să nu cer permisiunea de la cineva și să aștept șase luni pentru a-mi primi notele clare și convingătoare. Și apoi așteptați încă o lună pentru ca ei să se întoarcă din Hawaii și spuneți: "Da, acum putem merge la televizor". M-am simțit ca un instalator care continua să intre în clădire și să spună: "Putem pune niște țevi împreună?" și cu ochii mei strângeți praful". 

### Conan
Când Conan O'Brien sa reîntors în aer ca gazdă a show-ului său TBS în 2010, Richter și-a urmat și și-a reluat rolurile în calitate de reporter, scriitor, generalist și participant la schițe de comedie.

### Jocul arată
Richter a fost considerat o potențială gazdă a spectacolului clasic de joc Pyramid dezvoltat pentru CBS, dar în cele din urmă nu a fost preluat de rețea. Dacă seria a fost luată, nu ar fi afectat rolul lui Richter pe Conan . Pe data de 18 mai 2011, TBS a anunțat dezvoltarea unei posibile versiuni noi a Pyramidului, din nou găzduită de Richter. 
În iunie 2010, Richter a găzduit echipa Coco prezintă comedia specială Conan Writers Live pentru TBS la festivalul Just for Laughs din Chicago. El a găzduit în locul lui O'Brien, care era încă interzis să găzduiască vreun program de televiziune până în toamna anului 2010. [ o sursă mai bună este necesară ]
În iulie 2013, Richter sa înscris pentru a găzdui un spectacol de joc numit Step Up, comandat de Fox. 
În prezent, Richter deține recordul pentru cel mai mare scor de o zi pe Ziarul Jeopardy!, câștigând 68.000 $ în timpul primului tur al sezonului 2009-10 "Million Dollar Celebrity Invitational". Câștigurile sale au fost donate Spitalului de Cercetare pentru Copii St Jude. 
În ianuarie 2017, a început să găzduiască spectacolul de joc ABC Big Fan. 

### Alte apariții de televiziuneEditați
În aprilie 2002, Richter a apărut în seria Fox Malcolm în Orientul Mijlociu. În "Clip Show", a jucat un psihiatru care a oferit terapie Malcolm, Reese și Dewey.
În octombrie 2005, Richter a apărut în sitcomul NBC Will & Grace. În " The Old Man and the Sea ", el a jucat o dată orb, enervantă, care a fost tachinată și înșelată de Grace Adler, care la dat doar pentru a dovedi că nu era un snob.
Richter a apărut în "Monk" ca un criminal care a fost cel mai bun prieten al lui Adrian Monk în episodul "Domnul Monk face un prieten".
Richter apare în seria Fox "Arrested Development" în episodul " SOBs " din 2006, care joacă fiecare membru al unui grup fictiv de cvintete Richter identice: Donnie, Chareth, Rocky, Emmett și el însuși. El reia rolurile în mai multe episoade din sezonul 4 .
Din 2006 până în 2008, Richter a avut un rol recurent ca "Sad Tata" Stan în emisiunea TV New Adventures of Old Christine .
De asemenea, el oferă vocea personajului Ben pe emisiunea TV The Mighty B! , Simon Cristini pe True Jackson, VP, și vocea personajului Mort pe televiziune, arată că pinguinii din Madagascar și All Hail King Julien , toți care trăiesc pe Nickelodeon.

### Film
În plus față de opera sa de televiziune, Richter a apărut în filme ca Aliens în Mansardă, Big Trouble, Elf, Vedeți alți oameni, New York Minute, Dr. Dolittle 2, Madagascar, Madagascar: Escape 2 Africa, Madagascar 3: Cel mai dorit, fiica bossului meu, filmul Scary 2, Frank McKlusky, CI, Pootie Tang, Talladega Nights: Balada lui Ricky Bobby, Blades of Glory, Semi-Pro, Lenny the Wonder Dog, Dr. T & Women and Cabin Boy.

### Alte apariții
În 2008, Richter a apărut în mini-muzica satirică "Prop 8 - The Musical" a compozitorului Marc Shaiman. Videoclipul de trei minute a fost distribuit pe internet la FunnyOrDie.com. Pe lângă Richter, distribuția include Jack Black, John C. Reilly, Craig Robinson și multe alte celebrități, regizat de Adam Shankman. Videoclipul a câștigat categoria Comedy: Individual Short sau Episode , care a câștigat premiul Glaad Media. 
În iulie 2009, Richter a jucat pentru Liga Americană ca un prim baseman în 2009 Taco Bell All-Star Legends și Celebrity Softball Game. Reprezentând Los Angeles Angels din Anaheim, Richter a lovit o alergare acasă în joc. 
După terminarea emisiunii "The Tonight Show" cu Conan O'Brien, Richter s-a alăturat lui O'Brien în filmul "Television Tour", un spectacol de teatru care a avut loc in Statele Unite și Canada în primavara lui 2010. Richter a servit în rolul obișnuit ca și crainic. Datorită performanței lui O'Brien, Richter a fost forțat să renunțe la Jeopardy! Million Dollar Celebrity Invitational, în care a fost semifinalist. Isaac Mizrahi la înlocuit pe Richter în turneu.  Richter a făcut, de asemenea, o apariție pe sitcom Disney Channel. The Suite Life on Deck, un frate fără capcane religioase, Brother Theodore în episodul "Silent Treatment".

## Viața personală
Richter este căsătorit cu actrița și scriitoarea Sarah Thyre și are doi copii: fiul William (născut în 2001) și fiica Mercy (născută în 2005). Thyre a făcut parte din distribuția seriei de comedii de cult Strangers with Candy, pe care Richter a făcut apariții frecvente cameo. Richter și Thyre au apărut, de asemenea, împreună cu Hansel și Gretel într-un episod al seriilor de comedii Brigăzile Upright Citizens Brigade de pe Comedy Central în 1998.
Richter este un susținător al planificării părintești. La un fond de strângere de fonduri în 2016, el a făcut referire la serviciile de avort furnizate în 1992 pentru Thyre atunci când cuplul s-a împărțit și fiecare se confrunta cu mari dificultăți personale. El a afirmat că, deși erau foarte trist în ceea ce privește situația, ambii știau că este o decizie corectă pentru ei. El a mai spus că este "recunoscător pe vecie" organizației pentru că le permite să aibă grijă de ei înșiși și de capacitatea de a alege timpul pentru a aduce copiii în viața lor. Cuplul fusese căsătorit cu 22 de ani la momentul declarațiilor sale.  
Richter este membru al fraternității Sigma Phi Epsilon. După ce a părăsit noaptea târziu cu Conan O'Brien, s-a mutat în Los Angeles.
Fratele lui, Victor Victor Swanson, profesor la Liceul Glenbard East, a fost un candidat democratic la alegerile din 2018 din districtul 14 din Illinois. 

## Filmografie
| An        | Titlu                                                                         | Rol                        | Note                  |
| --------- | ----------------------------------------------------------------------------- | -------------------------- | --------------------- |
| 1993      | The Positively True Adventures of the Alleged Texas Cheerleader-Murdering Mom | Ofițerul de poliție        | Film de televiziune   |
| 1994      | Cabin Boy                                                                     | Kenny                      |                       |
| 1996      | Good Money                                                                    | Happy                      |                       |
| 1998      | The Thin Pink Line                                                            | Ken Irpine                 |                       |
| 1999      | Barenaked in America                                                          | El însuși                  | Documentar            |
| 2000      | Dr. T & the Women                                                             | Eli                        |                       |
| 2000      | Book of Shadows: Blair Witch 2                                                | El însuși                  | Archive footage       |
| 2001      | Dr. Dolittle 2                                                                | Eugene Wilson              |                       |
| 2001      | Pootie Tang                                                                   | Record Executive           |                       |
| 2001      | Scary Movie 2                                                                 | Father Harris              |                       |
| 2001      | Wild Desk Ride                                                                | El însuși/Host/Panelist    |                       |
| 2001      | Kids in the Hall: Same Guys, New Dresses                                      | El însuși                  | Documentar            |
| 2002      | Gigantic (A Tale of Two Johns)                                                | El însuși                  | Documentar            |
| 2002      | Run Ronnie Run                                                                | Network Executive #2       |                       |
| 2002      | Martin & Orloff                                                               | Maitre 'D                  |                       |
| 2002      | Big Trouble                                                                   | Jack Pendick/Ralph Pendick |                       |
| 2002      | Frank McKlusky, C.I.                                                          | Herb                       |                       |
| 2002      | God Hates Cartoons                                                            | Drinky Crow                |                       |
| 2002      | The Cat Returns                                                               | Natoru                     | Voce                  |
| 2003      | End of the Century                                                            | El însuși                  | Documentar            |
| 2003      | My Boss's Daughter                                                            | Red Taylor                 |                       |
| 2003      | Elf                                                                           | Morris                     |                       |
| 2004      | Sesame Street: Happy Healthy Monsters                                         | El însuși                  |                       |
| 2004      | Death and Texas                                                               | Congressman Jack Levanyt   |                       |
| 2004      | New York Minute                                                               | Bennie Bang                |                       |
| 2004      | Seeing Other People                                                           | Carl                       |                       |
| 2005      | The Aristocrats                                                               | El însuși                  | Documentar            |
| 2005      | Madagascar                                                                    | Mort                       | Voce                  |
| 2005      | Lenny the Wonder Dog                                                          | Lenny                      | Voce                  |
| 2006      | Talladega Nights: The Ballad of Ricky Bobby                                   | Gregory                    |                       |
| 2006-2008 | Monk                                                                          | Hal Tucker                 | Serial TV, 2 episodes |
| 2007      | The Procedure                                                                 | T.J.                       | Short                 |
| 2007      | Blades of Glory                                                               | Mountie                    |                       |
| 2008      | Semi-Pro                                                                      | Bobby Dee                  |                       |
| 2008      | Madagascar: Escape 2 Africa                                                   | Mort                       | Voce                  |
| 2008      | Prop 8 — The Musical                                                          | Gay California Man         | Scurt                 |
| 2008      | Chuck                                                                         | Brad                       | Serial TV             |
| 2009      | Arrested Development (Serial TV)                                              | El însuși                  | Documentar            |
| 2009      | Aliens in the Attic                                                           | Uncle Nathan Pearson       |                       |
| 2011      | Conan O'Brien Can't Stop                                                      | El însuși                  | Documentar            |
| 2012      | Madagascar 3: Europe's Most Wanted                                            | Mort                       | Voce                  |
| 2012      | Halo 4                                                                        | Marine                     | Voce                  |
| 2012      | Metalocalypse                                                                 | Various Voices             | Recurring guest       |
| 2013      | Happy Endings                                                                 | Roy                        | Serial TV             |
| 2013      | Madly Madagascar                                                              | Mort                       | Voce                  |
| 2013      | Brooklyn Nine-Nine                                                            | Doorman                    | Serial TV             |
| 2014      | The Millers                                                                   | Douglas Marie Dascal       | Serial TV             |